# Echinocampa
Palpidia là một chi bướm đêm thuộc họ Noctuidae.